# Uleomyces brenesii
Uleomyces brenesii är en svampart som först beskrevs av Franz Petrak, och fick sitt nu gällande namn av Arx 1963. Uleomyces brenesii ingår i släktet Uleomyces och familjen Cookellaceae.   Inga underarter finns listade i Catalogue of Life.